# Villamalur (kommunhuvudort)
Villamalur är en kommunhuvudort i Spanien.   Den ligger i provinsen Província de Castelló och regionen Valencia, i den östra delen av landet, 290 km öster om huvudstaden Madrid. Villamalur ligger 554 meter över havet och antalet invånare är 105.
Terrängen runt Villamalur är kuperad, och sluttar österut. Runt Villamalur är det glesbefolkat, med 17 invånare per kvadratkilometer. Närmaste större samhälle är Onda, 11,9 km öster om Villamalur. 